# Shigeko Kubota
Shigeko Kubota - 久保田 成子 en japonès - (Niigata, 2 d'agost de 1937 - Nova York, 23 de juliol de 2015) fou una artista informal i autora de vídeos, performances i instal·lacions. Considerada una pionera del videoart, va ser un membre actiu del col·lectiu Fluxus coneguda per utilitzar el seu cos per reflexionar sobre el temps i l'espai.

## Biografia
Kubota va néixer el 2 d’agost de 1937 en un temple budista de la prefectura de Niigata, al Japó, on va viure la Segona Guerra Mundial. De jove es va traslladar a Tòquio per estudiar escultura a la Universitat de Tòquio. La seva tia, Chiya Kuni, era una ballarina moderna consolidada que la va introduir al col·lectiu de música experimental de Tòquio anomenat Ongaku. Entre els membres del grup Ongaku hi havia Takehisa Kosugi, Chieko Shiomi i Yasunao Tone, que a principis dels anys seixanta experimentaven amb magnetòfons, música feta a partir de sons i actuacions d’avantguarda. Va conèixer per primera vegada al compositor John Cage i Yoko Ono al Tokyo Bunka Hall d’Ueno, quan ell estava de gira el 1962 i Yoko Ono era ballarina de la gira. Yoko Ono va ser qui la va posar en contacte amb el grup Fluxus i George Maciunas, membre fundador.
El desembre de 1963, Kubota va fer la seva primera exposició individual, 1st Love, 2nd Love..., a la galeria Naiqua de Tòquio, un espai alternatiu i avantguardista.
Va arribar a Nova York l’any 1964 i aquell mateix any Maciunas la va nomenar vicepresidenta del grup. En aquell moment Kubota feia obres objectuals i performances però aviat va descobrir la capacitat expressiva de la combinació del vídeo i l'escultura. La immediatesa de la tecnologia Moving Image, per damunt de la pel·lícula, li oferia instantaneïtat i l’acostava al «fes-ho tu mateix» de Fluxus. Per a Kubota el vídeo era com un nou pinzell. Just l’any següent va fer la performance Vagina Painting, presentada en el context del Perpetual Fluxus Festival, a la Cinemateque de Nova York. L’èxit d’aquesta acció li va permetre exposar les seves obres regularment a la ciutat.
Kubota va continuar els seus estudis a la Universitat de Nova York, a la New School for Social Research (1965-1967) i va estudiar a l'Escola d’Art del Brooklyn Museum (1967-1968). Conèixer Marcel Duchamp l’any 1968 va esperonar-la a reinterpretar les idees del pare del ready made a través del vídeo. En són bons exemples les videoescultures Video Chess (1968-1975) o Meta-Marcel: Window (Snow) (1975-1976), en la qual Kubota feia una rèplica de l’obra Fresh Widow de Duchamp del 1920. També estaria en aquesta línia la videoinstal·lació Niagara Falls, del 1985. Igualment, va emprar el material gravat amb Duchamp en diverses obres posteriors, com les de la sèrie Duchampiana (1976-1977) o l'escultura Marcel Duchamp’s Grave (1972-1975), en la qual els monitors apilats en una columna de fusta mostraven imatges de la làpida de Duchamp a Rouen.
Els primers vídeos de Kubota reflexionaven sobre les relacions entre l'Occident i Orient a través de construcció audiovisual en forma de diaris. El primer de la sèrie va ser Europe on 1/2 inch a day (1972), una visió molt particular de l'Europa en els anys setanta, i el va seguir My Father, on tractava la pèrdua de la batalla del seu pare contra el càncer. A partir d’aquest moment, Kubota va integrar plenament els seus vídeos en obres escultòriques, tant físicament com conceptual.
Va ser una participant activa del moviment Fluxus als anys seixanta, influïda sobretot per les idees de Marcel Duchamp i John Cage, als quals va dedicar el vídeo Marcel Duchamp i John Cage (1972) i la videoescultura Nude Descending a Staircase de la sèrie Duchampiana (1976). Inspirada en la pintura cubista del Duchamp del 1912 del mateix nom, l’artista va instal·lar quatre monitors de televisió als graons d’una escala de fusta, cadascun dels quals transmetia imatges d’un nu real baixant per una escala, amb diferents colors, velocitats i angles.
Com d'altres videoartistes, als anys setanta es va interessar per la manipulació de la imatge electrònica mitjançant sintetitzadors com, per exemple, al vídeo Video girls and video songs for Navajo sky (1973).
El 1977 es va casar amb el compositor i videoartista Nam June Paik, després de divorciar-se del seu primer marit, el compositor experimental David Behrman, el 1969, amb qui va estar breument casada.
Shigeko Kubota també va tenir un paper important com a docent i dinamitzadora artística. Va ensenyar a l’Escola d’Arts Visuals i va ser residència de videoartistes a la Universitat de Brown el 1981, a l'escola del Chicago Art Institute els anys 1973, 1981, 1982 i 1984, i a la Kunstakademie de Düsseldorf el 1979. També va ajudar a coordinar, junt amb altres artistes com Charlotte Moorman, el primer Festival anual de vídeo femení a l'espai The Kitchen de Nova York el 1972. Del 1974 al 1982 va ser conservadora de l'Arxiu de Cinema d'Antologia. Va morir a Manhattan el 23 de juliol de 2015, a l'edat de 77 anys, a causa d'un càncer.
L'obra de Kubota s’ha exhibit a diversos festivals i mostres internacionals, com les edicions sisena i vuitena de la Documenta de Kassel i a la Biennal de Venècia de 1990.

## Obres
- “Vagina Paiting” (1965), presentat al “Perpetual Fluxus Festival”, a la Cinemateque, Nova York.
- Allan 'n' Allen's Complaint amb Nam June Paik i Shigeko Kubota, 1982, 28:33, color
- April is the Cruelest Month, 1999, 52 min, color
- “Europe on 1/2 inch a day” (1972), 30:48 min, byn i color
- George Maciunas With Two Eyes 1972, George Maciunas With One Eye 1976, 1994, 7 min, byn, sonoro
- “Marcel Duchamp i John Cage” (1972) 28:27 min, byn i color
- Media Shuttle: Moscow/New York amb Dimitri Devyatkin i Nam June Paik. 1978, 28:11 min, byn i color
- Merce by Merce by Paik, Nam June Paiki amb Charles Atlas, Merce Cunningham, y Shigeko Kubota, 1978, 28:45 min, color
- Merce by Merce by Paik Part Two: Merce and Marcel, Nam June Paik y Shigeko Kubota, 1978, 13:05 min, color
- My Father, 1973-75, 15:24 min, b&yn
- Rock Video: Cherry Blossom, 1986, 12:54 min, color
- Sexual Healing, 1998, 4:10 min, color
- SoHo SoAp/Rain Damage, 1985, 8:25 min, color
- The Last Videotapes of Marcel Duchamp, con John Sanborn 1976, 32:03 min, byn i color
- Tiger Lives amb Nam June Paik, 1999, 45 min, color
- Trip to Korea, 1984, 9:05 min, color
- “Video girls and video songs for Navajo sky” (1973), 31:56 min, byn i color
- Video Installations 1970-1994, 1994, 19:47 min, color
- Winter in Miami 2005, 2006, 14 min, color
- You Can't Lick Stamps in China amb Nam June Paik i Gregory Battcock 1978, 28:34 min, color
- “Duchampiana: Nude Descending a Staircase” (1976).